# Derby Carrillo
Derby Rafael Carrillo, né le 19 septembre 1987 à La Mirada en Californie, est un footballeur international salvadorien, qui évolue au poste de gardien de but. 
Il compte 10 sélections en équipe nationale depuis 2013. Il joue actuellement pour le club salvadorien du Santa Tecla FC.

## Biographie

### Carrière internationale
Derby Carrillo est convoqué pour la première fois par le sélectionneur national Agustín Castillo pour un match de la Copa Centroamericana 2013 contre le Belize le 27 janvier 2013 (victoire 1-0).
Il dispute deux Gold Cup avec l'équipe du Salvador, en 2013 et 2015. Il participe également à deux Copa Centroamericana, en 2013 et 2014.
Il compte 10 sélections et 0 buts avec l'équipe du Salvador depuis 2013.

## Palmarès
- Avec le Santa Tecla FC :
  - Champion du Salvador en C. 2015